# 屋頂人
《屋頂人》是一部2025年上映的美國犯罪喜劇劇情片，由德瑞克·奇安佛蘭斯執導。主演包括查寧·塔圖、克莉絲汀·鄧斯特、班·曼德森、凱斯·史坦費爾德、茱諾·坦普、梅朗妮·狄亞茲、烏佐·阿杜巴、莉莉·柯莉亞斯、歐陽萬成和彼得·汀克萊傑。
本片改編自美國逃犯傑佛瑞·曼徹斯特的真實經歷。傑佛瑞曾是美國陸軍預備役軍官，因擅長從屋頂潛入麥當勞分店行竊，而被媒體暱稱為「屋頂人」（Roofman），並於北卡羅來納州的玩具反斗城的牆內藏匿以逃避警方追捕。該片預計於2025年10月10日由派拉蒙影業在美國上映。

## 演員
- 查寧·塔圖 飾 傑佛瑞·曼徹斯特（英语：Jeffrey Manchester），一名前美國陸軍預備役軍官
- 克莉絲汀·鄧斯特 飾 利·溫斯科特（Leigh Wainscott），一名單親母親與傑佛瑞的戀人
- 班·曼德森 飾 羅恩·史密斯（Ron Smith），一名牧師
- 彼得·汀克萊傑 飾 玩具反斗城店長
- 烏佐·阿杜巴
- 茱諾·坦普 飾 傑佛瑞的朋友
- 艾莫瑞·柯恩
- 凱斯·史坦費爾德 飾 傑佛瑞的朋友
- 梅朗妮·狄亞茲（英语：Melonie Diaz）
- 莫莉·普萊斯（英语：Molly Price）
- 莉莉·柯莉亞斯（英语：Lily Collias）
- 東尼·雷佛羅里 飾 德威恩（Dwayne），一名麥當勞經理
- 歐陽萬成

## 製作
本片於2024年2月正式宣布製作，由德瑞克·奇安佛蘭斯	執導，劇本由他與克特·岡恩共同撰寫，基於大衛·A·史蒂芬斯
（David Stephens）與彼得·佩特魯奇（Peter Petrucci）的早期劇本改編。
迪倫·塞勒斯與克里斯·帕克透過Limelight製片公司參與本片製作，並由傑米·帕特里科和麗妮特·豪厄爾·泰勒加入監製。查寧·塔圖確定飾演「屋頂人」。班·曼德森與克莉絲汀·鄧斯特於2024年9月加入劇組。
2024年10月，米拉麥克斯取得本片發行權，並由母公司派拉蒙影業負責美國及部分國際市場的發行。資金由Aperture Media Partners提供，FilmNation Entertainment負責國際銷售。彼得·汀克萊傑等人也於此時加入演出陣容。
主體拍攝於2024年10月24日在北卡羅來納州加斯托尼亞展開， 並於2024年12月12日殺青。 攝影指導安德瑞·帕雷克以35毫米膠片拍攝本片，這也是他與奇安弗朗斯的第二次合作。 拍攝地點包括自由公園（Freedom Park）、梅克倫堡北監獄（Mecklenburg County Jail North）以及加斯頓縣法院。剪接工作由吉姆·赫爾頓負責。

## 發行
《屋頂人》預計將於2025年10月10日在美國上映。 原訂上映日期為2025年10月3日。

## 外部連結
- 官方网站
- 互联网电影数据库（IMDb）上《屋頂人》的资料（英文）